# Chomiąża Szlachecka
Chomiąża Szlachecka – wieś w Polsce położona w województwie kujawsko-pomorskim, w powiecie żnińskim, w gminie Gąsawa.

## Historia
Wzmiankowana już w 1147 roku. Znajduje się w niej klasycystyczno-neogotycki, położony na wzgórzu kościół z 1831 roku, a także dwór, otoczony 6-hektarowym malowniczym parkiem ze stawami i jeziorem.

## Współczesność
W latach 1975–1998 miejscowość administracyjnie należała do województwa bydgoskiego. Według Narodowego Spisu Powszechnego (III 2011 r.) liczyła 161 mieszkańców. Jest dziesiątą co do wielkości miejscowością gminy Gąsawa. Wieś jest także ośrodkiem wczasowo-rekreacyjnym koło Jeziora Chomiąskiego. Mieści się tutaj m.in. ośrodek rehabilitacyjno-wypoczynkowy Gród Piasta ucharakteryzowany na czasy wczesnośredniowieczne.

## Zabytki
Według rejestru zabytków NID na listę zabytków wpisane są:
- kościół św. Jana Chrzciciela z 1831 r., nr rej.: A/1774 z 30.04.2020,
- zespół dworski, z 3. ćwierci XIX w., nr rej.: A/287/1-3 z 23.10.1991:
  - dwór
  - stajnia
  - park.